# Mêlée
Mêlée var en amerikansk poprock-musikgrupp från Orange County i Kalifornien, som slutade spela 2012 De hade stor framgång runt om i världen och har släppt tre album och många singlar.

## Bandmedlemmar

### Senaste medlemmar
- Chris Cron – sång, keyboard, gitarr
- Ricky Sans – gitarr, sång
- Ryan Malloy – basgitarr, sång
- Derek Lee Rock (Derek Lee Smith) – trummor

### Tidigare medlemmar
- Mike Nader – trummor
- Israel Villanueva – trummor, sång
- Michael Amico – trummor
- Lina Simpson – keyboard, sång

## Diskografi

### Album
- Everyday Behavior (29 juni 2004) Sub City Records/Hopeless Records
- Devils & Angels (5 mars 2007) Warner Bros. Records
- The Masquerade (18 augusti 2010) Warner Bros. Records

### Singlar/EPs
- An Existential Guide To Love (EP) (2000) (Self-Released/Out Of Print)
- Transmission (EP) (2001) (Self-Released/Out Of Print)
- Mêlée (Self-Titled)(EP) (2002) (Self-Released/Out Of Print)
- Against the Tide (EP) (8 juli 2003) Sub City Records/Hopeless Records
- "Can't Hold On" (24 oktober 2006) Warner Bros. Records
- "Built To Last " (16 januari 2007) Warner Bros. Records
- "New Heart/Sick" (28 augusti 2007) Warner Bros. Records

### Samlingsalbum
- OCSka.com Compilation CD (2001) Ocska.com
Inklusive "Last Chance"
- Rock Your Socks Off! (2001) Mr. Good Records
Inklusive "Audra"
- The Best of Orange County, Volume 1 (2002) Tankfarm Records
Inklusive "Francesca"
- Because We Care: A Benefit for the Children's Hospital of Orange County (2002) Gluefactory Records
Inklusive "Goodnight For Now"
- Hopelessly Devoted to You Vol. 5 (2004) Hopeless Records/Sub City
Inklusive "New Day" och "Francesca"
- In Honor: A Compilation To Beat Cancer (2004) Vagrant Records
Inklusive "The War" (Piano Version)
- Hopelessly Devoted to You Vol. 6 (2006) Hopeless Records/Sub City
Inklusive "The War" (Alternate Version) och "The War" (musikvideo)

## Musikvideor
Melee har släppt ett flertal självgjorda videor till deras singel "Built to Last" innan inspelningen av den officiella musikvideon som producerades av Malloys.  Alla videoklipp kan ses på deras Youtube-sida.
- Francesca (2003)
- The War (2004)
- Built to Last (2007)
- Can't Hold On (2007)
- Imitation(2008)